# Орвел (Охајо)
Орвел (енгл. Orwell) град је у америчкој савезној држави Охајо.

## Демографија
По попису из 2010. године број становника је 1.660, што је 141 (9,3%) становника више него 2000. године.
| Група             | 2000.         | 2010.         |
| Белци             | 1.452 (95,6%) | 1.569 (94,5%) |
| Афроамериканци    | 19 (1,3%)     | 22 (1,3%)     |
| Азијати           | 7 (0,5%)      | 4 (0,2%)      |
| Хиспаноамериканци | 17 (1,1%)     | 12 (0,7%)     |
| Укупно            | 1.519         | 1.660         |